# Borys Bormaczenko
Borys Ołeksandrowycz Bormaczenko, ukr. Борис Олександрович Бормаченко, ros. Борис Александрович Бормаченко, Boris Aleksandrowycz Bormaczienko (ur. 13 września 1935, w Wilnianśku, w obwodzie zaporoskim, Ukraińska SRR) – ukraiński piłkarz, grający na pozycji pomocnika, trener piłkarski.

## Kariera piłkarska
Wychowanek zespołu Kryła Rad Zaporoże. W wieku 17 lat został skierowany na budownictwo Kombinatu Górniczego Wzbogacenia Rud Uranu w Żółtych Wodach. Razem z młodymi pracownikami założył zakładową drużynę piłkarską, która w 1953 została pierwszym w historii mistrzem miasteczka. Młody piłkarz został zaproszony do reprezentacji m. Żółte Wody, która startowała w mistrzostwach obwodu dniepropetrowskiego. W 1955 został powołany do wojska, gdzie przez 3 lata służył i grał w reprezentacji dywizji wojskowej. W 1958 po zwolnieniu z wojska wrócił do Żółtych Wod, ale w składzie Awanhard Żółte Wody grali już bardziej doświadczone piłkarze. Potem pracował w kombinacie oraz w wolne chwile grał w amatorskich zespołach kopalni „Kapitalna” i "Nowa".

## Kariera trenerska
W wieku 28 lat otrzymał propozycję pracy z juniorami. Dlatego rozpoczął studia w Iwano-Frankowskiej Szkole Wychowania Fizycznego, a po jej ukończeniu szkolił dzieci 13-16 lat w grupie przygotowania piłkarzy dla Awanharda Żółte Wody. W 1969 został zaproszony do sztabu szkoleniowego Awanharda Żółte Wody, a w sierpniu 1969 po dymisji Josypa Lifszycia stał na czele zespołu z Żółtych Wod. W 1970 kontynuował pracę w klubie, pomagając trenować piłkarzy. Potem do 1977 trenował sportowy klub Juwiłejny Żółte Wody. Następnie ponad 10 lat był dyrektorem stadionu Awanhard w Żółtych Wodach. W latach 1993–1995 pracował na stanowisku administratora Siriusa Żółte Wody. Obecnie na emeryturze.